# Junta Comercial do Estado da Bahia
A Junta Comercial do Estado da Bahia (JUCEB) é órgão responsável pelo registro de atividades ligadas a sociedades empresariais do estado da Bahia. Vinculada à Secretaria de Desenvolvimento Econômico (SDE), tem como atribuições o registro público estadual das empresas mercantis, inscrição e cadastro de intérpretes, tradutores comerciais e leiloeiros, de outras atividades relacionadas a atos de legalização de empresas. 
Ao lado das outras juntas comerciais das unidades federativas brasileiras está sob a coordenação técnica federal do Departamento Nacional de Registro de Comércio (DNRC).
A atribuição da JUCEB é o registro de comércio, documento que tem a dominação oficial de Registro Público das Empresas Mercantis e Atividades Afins pela legislação de 1994. A inscrição na Junta é um dos itens necessários e obrigatórios para a constituição das empresas comerciais sediadas na Bahia. O cadastro ativo e regularizado garante o nome comercial de sua empresa.
Possui estrutura descentralizada para facilitação do serviço às cidades do interior baiano a partir de Escritórios Regionais.
Em média, são abertas na JUCEB 40 mil empresas anualmente.

## História
A JUCEB tem origens no Tribunal do Comércio da Bahia. O tribunal foi instituído em 13 de dezembro de 1850 pelo Decreto Imperial 696, de 5 de setembro de 1850, e extinto 25 anos depois pelo Decreto Imperial 2662 de 1875. Ainda no Império do Brasil, o Decreto Imperial 6.384 cria a Junta da Bahia com as atividades de registro redefinidas. A atual instituição foi estabelecida em 16 de outubro de 1968, com alterações promovidas pelas leis 8.934 de 18 de novembro de 1994 e 6.962 de 1996.